# Суринские острова
Суринские острова (тайск. หมู่เกาะสุรินทร์) — это небольшой архипелаг в Андаманском море, состоящий из пяти островов.

## География
Два главных острова Сурин Ныа (Северный Суринский остров) и Сурин Тай (Южный Суринский остров) расположены в 200 метрах друг от друга. Остальные три — Ко Ри, Ко Кхей и Ко Кланг — это небольшие скалистые острова. Из флоры здесь только карликовые деревья; возле некоторых есть отличные коралловые рифы (коралловый риф Стагхорн возле Ко Кхей).
Острова также известны своими бухтами (здесь их более 10), среди которых безмятежная Мер Кхей или Мэ Яй и Ао Лук или глубокая бухта, знаменитая своими глубокими изумрудными водами с самым красивым коралловым рифом на мелководье.
На островах проживают морские цыгане племени Мокен.

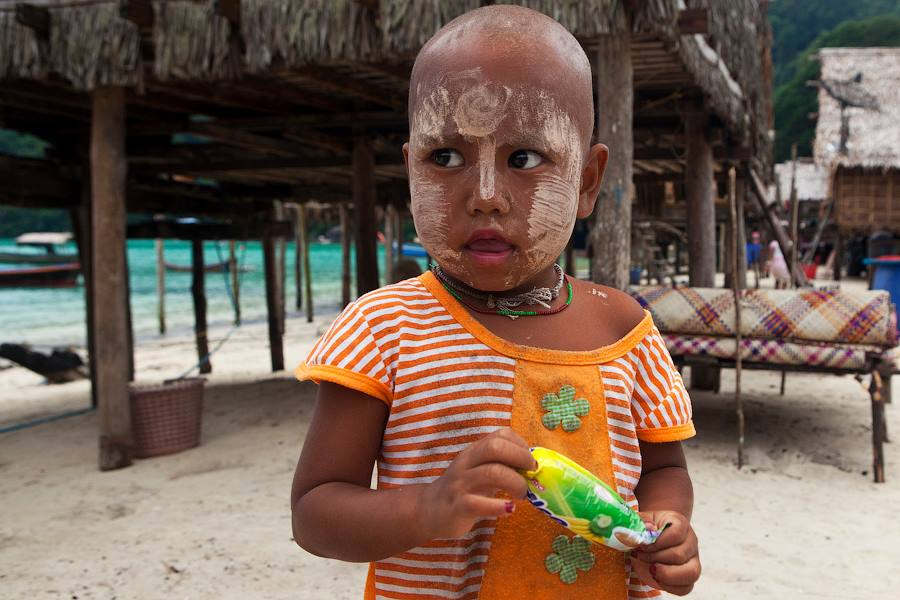
Девочка из племени Мокен.

## Национальный парк Му Ко Сурин
Национальный парк Му Ко Сурин расположен в Андаманском море примерно в 60 км от побережья провинции Пхангнга, которая находится на южной части полуострова.
Общая площадь парка составляет 141 км², 108 из которых — это море. Эта территория была объявлена национальным парком 9 июля 1981 года. Сделано это было для сохранения уникальной красоты и богатства подводного мира, и естественно главного богатства — рифов.
Эти потрясающие острова открыты для посещений с 16 ноября по 15 мая.
В нескольких километрах к северу от парка находится граница с Мьянмой и примерно в 100 км на юг расположены Симиланские острова.